# فورسايت لينكس
فورسايت لينكس (بالإنجليزية: Foresight Linux)‏ هي توزيعة لينكس تحوي برمجيات حرة ومحتكرة بغرض عرض آخر التطورات في تقنيات لينكس.
 ألغيت التوزيعة في نهاية مايو 2015.